# Марія Баденська (1782—1808)
Марія Єлизавета Вільгельміна Баденська (нім. Marie Elisabeth Wilhelmine von Baden, 7 вересня 1782 — 20 квітня 1808) — баденська принцеса з династії Церінгенів, донька спадкоємного принца Бадену Карла Людвіга та принцеси Гессен-Дармштадтської Амалії, дружина герцога Брауншвейг-Люнебургу князя Брауншвейг-Вольфенбюттелю Фрідріха Вільгельма.

## Біографія
Народилась 7 вересня 1782 року в Карлсруе. Була п'ятою дитиною та п'ятою донькою в родині спадкоємного принца Бадену Карла Людвіга та його дружини Амалії Гессен-Дармштадтської. Мала старших сестер Амалію, Кароліну,  Луїзу та Фредеріку. Згодом з'явились молодший брат Карл і сестра Вільгельміна. Баденом в цей час правив їхній дід Карл Фрідріх. Батько помер 1801 року, так і не вступивши на престол.
Принцеса здобула гарну освіту. Вивчала європейські мови, зокрема, французьку, географію, історію, основи філософії, німецьку та всесвітню літературу.

У 20 років взяла шлюб із 31-річним принцом Брауншвейг-Вольфенбюттельським Фрідріхом Вільгельмом. Наречений вважався спадкоємцем престолу після свого бездітного брата Карла. Весілля відбулося 1 листопада 1802 року у Карлсруе. У подружжя народилися двоє синів. У 1805 році Фрідріх Вільгельм успадкував герцогство Ельс в Силезії, дохід сімейства значно збільшився.

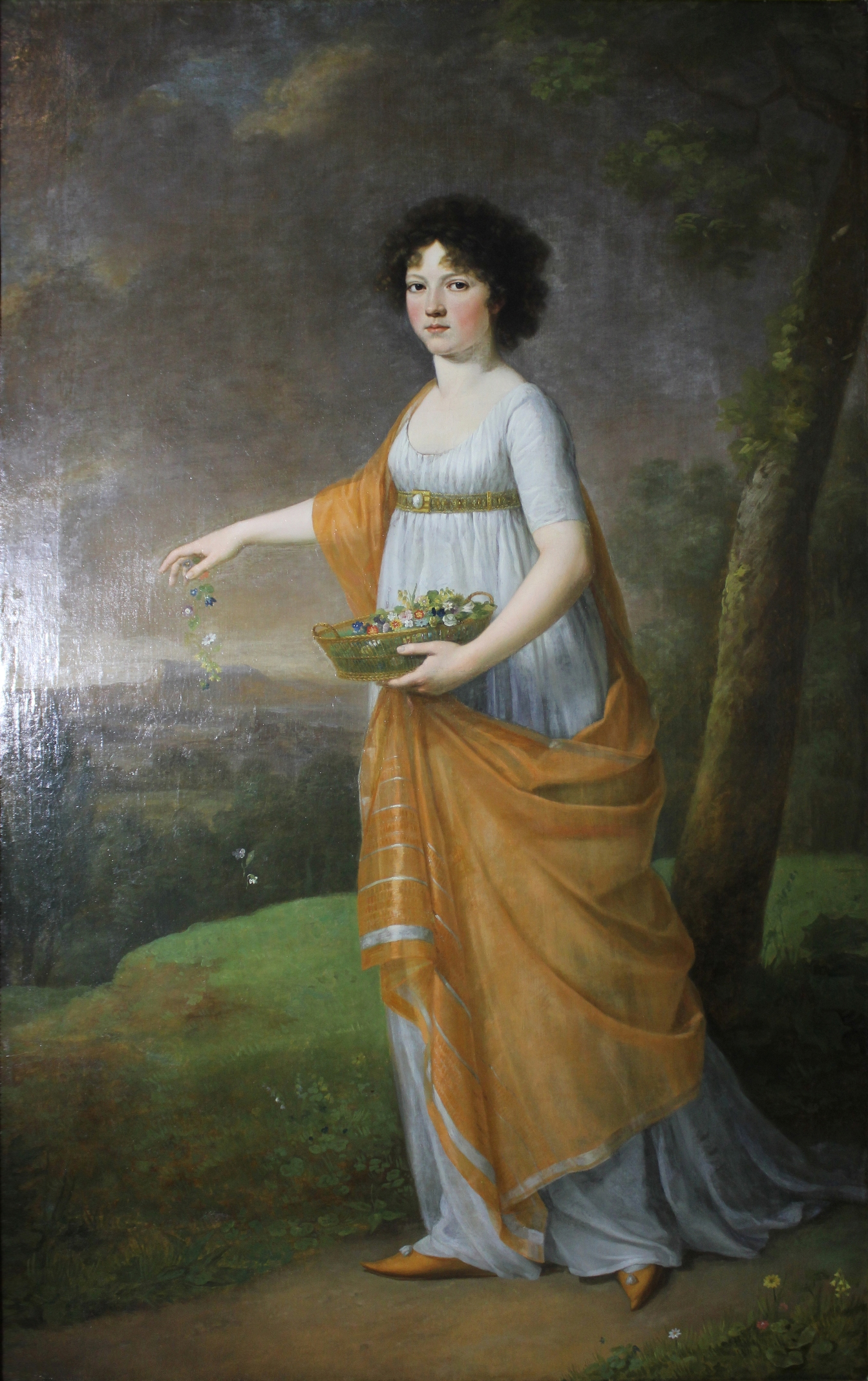
Портрет пензля невідомого майстра

Мешкала у Пренцлау, коли почалася війна із французами. Свекор Марії помер від ран отриманих у боях у листопаді 1806, жінка встигла попрощатися з помираючим родичем. Король Густав IV Адольф запропонував їй та свекрусі прихисток у Швеції. Марія з дітьми приєдналася до шведської королівської родини у Мальме, її чоловік залишився в Альтоні.
Брат Марії Карл, який підтримував Наполеона, пропонував їй виступити послом Брауншвейга на зустрічі з Бонапартом у Берліні. Марія погодилась, але була зупинена за наказом чоловіка у Штральзунді, оскільки той вважав, що імператор французів планує одружити її зі своїм братом Жеромом,  і повернулася до Мальме. Вважається, що Фрідріх Вільгельм дійсно кохав дружину та двічі навідував її у Швеції.
У Мальме Марія нудьгувала та відчувала себе обмеженою, оскільки двір розташовувався у Стокгольмі. Свого зятя-короля, одруженого з її сестрою Фредерікою, вважала настільки суворим і темпераментним, що ледве уживалася з ним. У травні 1807 року вагітна Фредеріка від'їхала до Стокгольму, аби народити в присутності двору. Хоча Марія збиралася до столиці разом із нею, її чоловік наполіг, аби вона повернулася до нього в Німеччину. Оскільки за Тільзитським миром Брауншвейг-Вольфенбюттель увійшов до складу Вестфальського королівства на чолі з Жеромом Бонапартом, Фрідріх Вільгельм мешкав у Брухзалі.
Невдовзі по поверненню до чоловіка герцогиня завагітніла і у квітні 1808 року народила мертву доньку. Пологи були важкими, і за чотири дні Марія померла у Брухзалі від пологової гарячки. Була похована у південній крипті замкової кірхи Святого Міхаеля у Пфорцгаймі.
Фрідріх Вільгельм більше не одружувався. Сформувавши добровольчий брауншвейзький корпус, брав участь у війні з Наполеоном. Загинув у червні 1815 року у битві при Катр-Бра.

## Родина

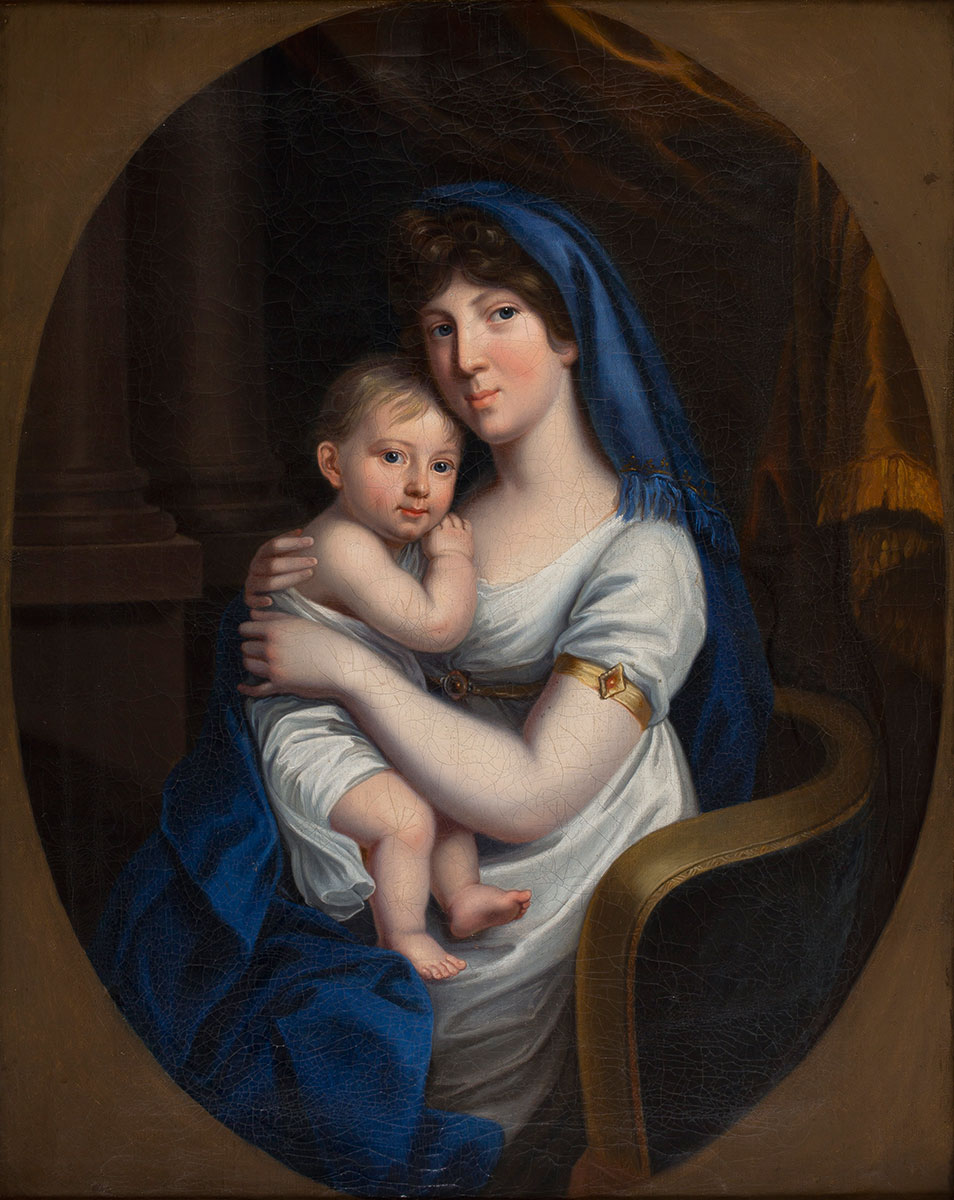
Портрет Марії зі старшим сином пензля Й. Г. Шрьодера, 1804

Чоловік — Фрідріх Вільгельм, герцог Брауншвейг-Люнебурзький, князь Брауншвейг-Вольфенбюттельський.
Діти:
- Карл (1804—1873) — герцог Брауншвейгу у 1815—1830 роках, одруженим не був, мав позашлюбну доньку;
- Вільгельм (1806—1884) — герцог Брауншвейгу у 1830—1884 роках, одруженим не був, мав кількох позашлюбних дітей.